# Hanyū
Pour les articles homonymes, voir Hanyu.
Hanyū (羽生市, Hanyū-shi) est une ville de la préfecture de Saitama, au Japon.

## Géographie

### Situation
Hanyū est située dans le nord de la préfecture de Saitama.

### Municipalités limitrophes
| Meiwa | Meiwa | Itakura |
| Gyōda | Hanyū | Kazo    |
| Gyōda | Kazo  | Kazo    |

### Démographie
En mars 2021, la population était de 54 293 habitants, répartis sur une superficie de 58,64 km2.

### Hydrographie
La ville est bordée par le fleuve Tone au nord.

## Histoire
Le village de Hanyū est créé le 1er avril 1889. Il obtient le statut de ville le 1er septembre 1954.

## Transports
Hanyū est desservie par la ligne principale Chichibu et la ligne Tōbu Isesaki. La gare de Hanyū est la principale gare de la ville.

## Jumelage
Hanyū est jumelée avec :
- Baguio (Philippines),
- Durbuy (Belgique),
- Kaneyama (Japon),
- Millbrae (États-Unis).